# Trojstveni Markovac
Trojstveni Markovac is een plaats in de gemeente Bjelovar in de Kroatische provincie Bjelovar-Bilogora. De plaats telt 1280 inwoners (2001).